# (4170) Semmelweis
(4170) Semmelweis ist ein Hauptgürtelasteroid, der am 6. August 1980 von Zdeňka Vávrová vom Kleť-Observatorium aus entdeckt wurde.
Der Asteroid wurde nach dem Arzt Ignaz Semmelweis benannt.